# カリーナ・ネグロン
カリーナ・ネグロン（Carina Massone Negrone、1911年6月20日 - 1991年3月19日）は、イタリアの女性パイロットである。1935年に女性の高度飛行記録を樹立した。 

## 生涯・業績
ボリアスコに生まれた。夫はアンブロウズ・ネグロンである。1933年に、王立航空連盟（Reale Unione Nazionale Aeronautica）の発行する航空免許を取得した最初の女性パイロットとなった。1934年5月5日、最初の飛行記録として水上機での5544mの高度記録を樹立した。イタリア空軍の実力者イタロ・バルボの支援を受けて、フランスのマリーズ・イルズの持っていた11,289 mの女性の高度飛行記録の更新を目指した。グイドーニア・モンテチェーリオで訓練を受け、1935年6月20日、1110馬力のペガサス・エンジンを搭載したカプロニ Ca.113で、初歩的な酸素タンクと、防寒服だけでモンテチェーリオの基地から離陸した。医療スタッフの11,000m以上の飛行は困難であるという予想にもかかわらず強い意志で12,043 mの高度に達し、イルズの記録はを750mほど上回った。（この記録はイルズによって翌年6月、再び更新される。）
戦後も、飛行家としての活動を続け、1954年にPiaggio P.136で水陸両用機の距離記録などを樹立した。ジェノヴァ飛行クラブ（Aero Club di Genova）の会長を務めた。